# Mesdames (album)
Pour les articles homonymes, voir Mesdames (homonymie).
Albums de Grand Corps Malade
Plan B
(2018) Éphémère
(2022)
Singles
1. Mais je t'aime (avec Camille Lellouche)
Sortie : juin 2020
2. Mesdames
Sortie : juillet 2020
3. Pendant 24 h (avec Suzane)
Sortie : septembre 2020
4. Derrière le brouillard (avec Louane)
Sortie : février 2021
5. Des gens beaux
Sortie : juillet 2021
6. Nos plus belles années (avec Kimberose)
Sortie : août 2021

Mesdames est le 7e album album studio de Grand Corps Malade, sorti le 11 septembre 2020. Il s'agit d'un album de duos dédié aux femmes.

## Genèse
Un premier titre sort en juin 2020, Mais je t'aime, en duo avec Camille Lellouche qui est certifié single d'or,. Il remporte en 2021 la Victoire de la chanson originale et cumule 60 millions de vues sur YouTube.
Le 10 septembre 2021, l'album est réédité dans une version collector avec notamment trois duos inédits avec  Kimberose, Melody Gardot et Leïla Bekhti. Figure également le titre Des gens beaux (qui n'est pas un duo), sorti en juillet 2021 en soutien à la chanteuse Hoshi.

## Liste des titres
| Mesdames | Mesdames                                               | Mesdames | Mesdames | Mesdames | Mesdames | Mesdames | Mesdames | Mesdames | Mesdames |
| No       | Titre                                                  | Durée    |          |          |          |          |          |          |          |
| -------- | ------------------------------------------------------ | -------- | -------- | -------- | -------- | -------- | -------- | -------- | -------- |
| 1.       | Mesdames                                               | 3:00     |          |          |          |          |          |          |          |
| 2.       | Derrière le brouillard (avec Louane)                   | 4:13     |          |          |          |          |          |          |          |
| 3.       | Un verre à la main (avec Laura Smet)                   | 4:04     |          |          |          |          |          |          |          |
| 4.       | Une sœur (avec Véronique Sanson)                       | 3:50     |          |          |          |          |          |          |          |
| 5.       | Pendant 24 h (avec Suzane)                             | 2:55     |          |          |          |          |          |          |          |
| 6.       | Mais je t'aime (avec Camille Lellouche)                | 4:30     |          |          |          |          |          |          |          |
| 7.       | Chemins de traverse (avec Julie et Camille Berthollet) | 3:48     |          |          |          |          |          |          |          |
| 8.       | Enfants du désordre (avec Alicia)                      | 4:03     |          |          |          |          |          |          |          |
| 9.       | Confinés (avec Manon)                                  | 3:44     |          |          |          |          |          |          |          |
| 10.      | Je ne serai que de trop (avec Amuse Bouche)            | 4:24     |          |          |          |          |          |          |          |
| 38:31    |                                                        |          |          |          |          |          |          |          |          |

| Mesdames (Deluxe) | Mesdames (Deluxe)                         | Mesdames (Deluxe) | Mesdames (Deluxe) | Mesdames (Deluxe) | Mesdames (Deluxe) | Mesdames (Deluxe) | Mesdames (Deluxe) | Mesdames (Deluxe) | Mesdames (Deluxe) |
| No                | Titre                                     | Durée             |                   |                   |                   |                   |                   |                   |                   |
| ----------------- | ----------------------------------------- | ----------------- | ----------------- | ----------------- | ----------------- | ----------------- | ----------------- | ----------------- | ----------------- |
| 11.               | Nos plus belles années (avec Kimberose)   | 3:34              |                   |                   |                   |                   |                   |                   |                   |
| 12.               | Souvenirs manqués (avec Melody Gardot)    | 3:09              |                   |                   |                   |                   |                   |                   |                   |
| 13.               | Des gens beaux                            | 2:48              |                   |                   |                   |                   |                   |                   |                   |
| 14.               | Le sens de la famille (avec Leïla Bekhti) | 3:20              |                   |                   |                   |                   |                   |                   |                   |
| 12:51             |                                           |                   |                   |                   |                   |                   |                   |                   |                   |

## Accueil commercial
L'album se classe no 1 des ventes lors de sa sortie et est disque de diamant avec 500 000 exemplaires vendus,.

## Classement et certifications

### Certification
| Pays   | Certification |
| ------ | ------------- |
| France | Diamant       |

## Distinctions

### Récompense
- Victoires de la musique 2021 : Victoire de la chanson originale pour Mais je t'aime

### Nominations
- NRJ Music Awards 2020 : Clip de l'année pour Pendant 24 h
- Victoires de la musique 2021 : Victoire de l'album